# Sông Main
Sông Main là một con sông ở Đức với chiều dài 524 km (329 dặm), đây là một trong những phụ lưu quan trọng của sông Rhein. Sông Main chảy qua các bang Bayern, Baden-Württemberg và Hessen của Đức.
Nguồn của sông Main xuất phát từ dãy núi Fichtelgebirge gọi là sông Main Trắng (Weißer Main) và ở vùng núi Frankenalb sông Main Đỏ (Roter Main). Ở Kulmbach hai dòng sông này nhập lại thành sông Main. Sông này mặc dù đổi hướng nhiều lần nhưng chủ yếu vẫn chạy hướng đông tây, dọc theo nhiều vùng núi Franken, vùng trồng nho làm rượu Franken, rồi chảy qua hai thành phố lớn Würzburg và Frankfurt. Đối diện với thành phố cổ Mainz giữa Ginsheim-Gustavsburg và Mainz-Kostheim mà thuộc Wiesbaden nó chảy vào sông Rhein.